# Zdzisław Kobyliński

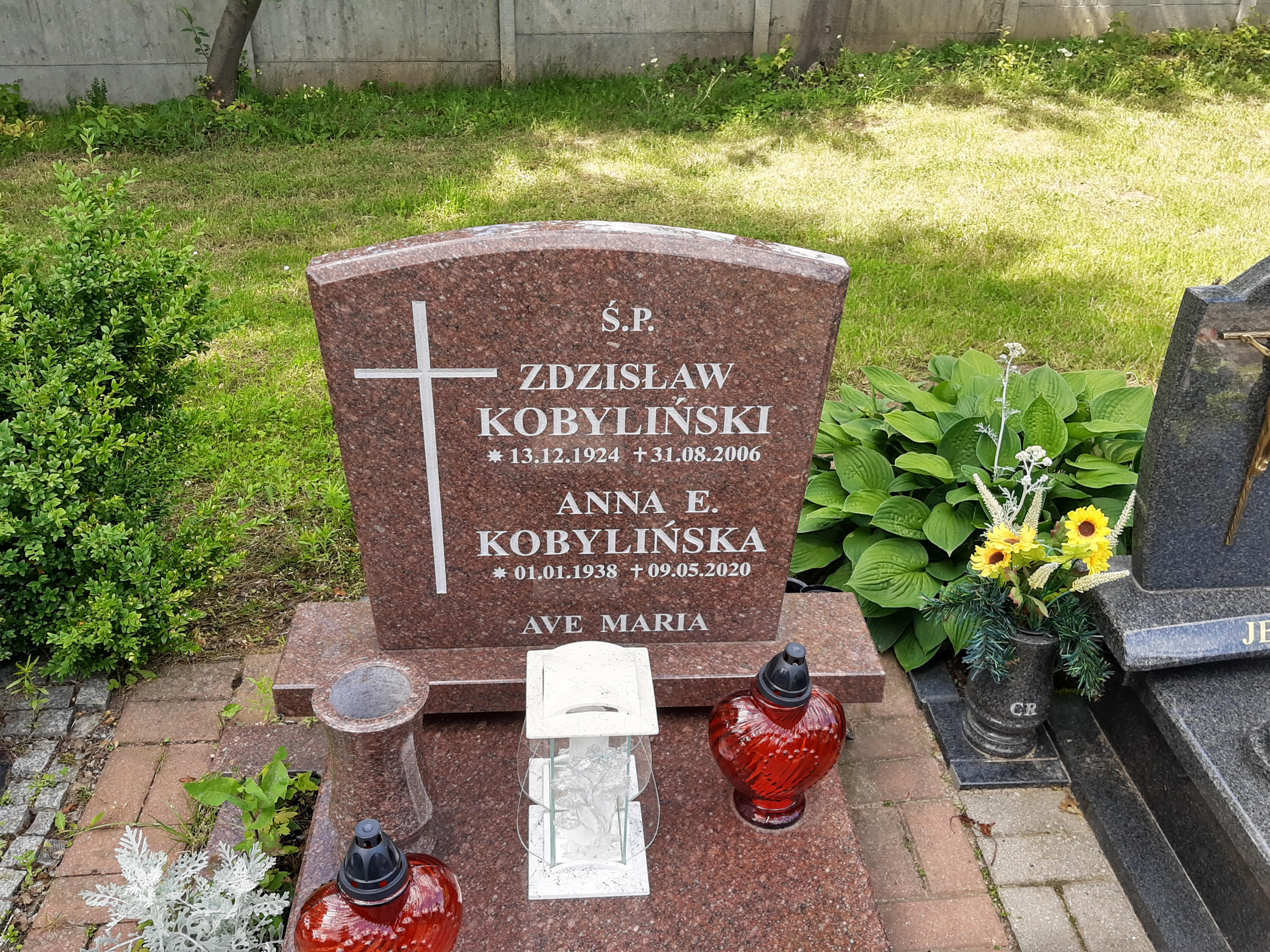
Grób Zdzisława Kobylińskiego

Zdzisław Kobyliński (ur. 13 grudnia 1924 w Ostrołęce, zm. 31 sierpnia 2006 w Gdyni) – polski robotnik, działacz opozycji w okresie PRL, sygnatariusz gdańskich porozumień sierpniowych.

## Życiorys
Ukończył wyższy kurs planowania i statystyki w Gliwicach. Od 1945 do 1948 był funkcjonariuszem Milicji Obywatelskiej (zwolnionym dyscyplinarnie). Pracował następnie m.in. w przedsiębiorstwach przemysłowych w Warszawie, od 1960 do 1981 zatrudniony w Przedsiębiorstwie Komunikacji Samochodowej w Gdańsku na różnych stanowiskach. W sierpniu 1980 został delegatem zakładowego komitetu strajkowego i członkiem prezydium uformowanego w Stoczni Gdańskiej Międzyzakładowego Komitetu Strajkowego. Od września 1980 należał do „Solidarności”, został odwołany z MKZ przez macierzystą organizację związkową. Po wprowadzeniu stanu wojennego internowano go na okres od grudnia 1981 do marca 1982. Kilka miesięcy po zwolnieniu wyemigrował do Stanów Zjednoczonych, do Polski powrócił do 2000.
W 2006 odznaczony Krzyżem Oficerskim Orderu Odrodzenia Polski (zmarł trzy dni po nadaniu orderu w rocznicę podpisania porozumień sierpniowych). Wyróżniony tytułem honorowego obywatela Gdańska (2000).
Został pochowany na cmentarzu komunalnym w Małym Kacku w Gdyni (kwatera 12–8–24).